# Segunda División 1952-1953 (Messico)
Il campionato di calcio di Segunda División messicana 1952-1953 è stato il terzo campionato di secondo livello del Messico. Cominciò il 27 luglio 1952 e si concluse il 25 gennaio del 1953. Vide la vittoria finale del Toluca, con relativa promozione in Primera División.

## Squadre partecipanti
| Club              | Città                 | Stadio                       | Stagione 1951-1952                         |
| ----------------- | --------------------- | ---------------------------- | ------------------------------------------ |
| Atlético Veracruz | Veracruz              | Parque Deportivo Veracruzano | Non partecipa.                             |
| Cuautla           | Cuautla               | Estadio Isidro Gil Tapia     | Non partecipa.                             |
| Estrella Roja     | Toluca                | Campo del Tívoli             | Non partecipa.                             |
| Irapuato          | Irapuato              | Estadio Irapuato             | 5º posto in Segunda División               |
| La Concepción     | Puebla                |                              | 4º posto in Segunda División               |
| Moctezuma         | Orizaba               | Estadio Moctezuma            | 8º posto in Segunda División               |
| Monterrey         | Monterrey             | Estadio Cuauhtémoc.          | Non partecipa                              |
| Deportivo Morelia | Morelia               | Campo Morelia                | 5º posto in Segunda División ]             |
| Querétaro         | Santiago de Querétaro | Estadio Corregidora          | 9º posto in Segunda División               |
| San Sebastián     | León                  | Estadio La Martinica         | 2º posto in Segunda División               |
| Toluca            | Toluca                | Campo del Tívoli             | 3º posto in Segunda División               |
| Veracruz          | Veracruz              | Parque Deportivo Veracruzano | 12º posto in Primera División (Retrocesso) |
| Zamora            | Zamora de Hidalgo     | Parque Juan Carreño          | 5º posto in Segunda División               |

## Classifica finale
|  | Pos. | Squadra           | Pt | G  | V  | N | P  | GF | GS | DR  |
|  | ---- | ----------------- | -- | -- | -- | - | -- | -- | -- | --- |
|  | 1.   | Toluca            | 35 | 22 | 14 | 7 | 1  | 63 | 28 | +35 |
|  | 2.   | Veracruz          | 32 | 22 | 13 | 6 | 3  | 50 | 23 | +27 |
|  | 3.   | Irapuato          | 28 | 22 | 11 | 6 | 5  | 41 | 29 | +12 |
|  | 4.   | Moctezuma         | 24 | 22 | 9  | 6 | 7  | 42 | 40 | +2  |
|  | 5.   | Querétaro         | 24 | 22 | 9  | 6 | 7  | 35 | 35 | 0   |
|  | 6.   | La Concepción     | 23 | 22 | 9  | 5 | 8  | 41 | 38 | +3  |
|  | 7.   | San Sebastián     | 19 | 22 | 6  | 7 | 9  | 50 | 47 | +3  |
|  | 8.   | Deportivo Morelia | 19 | 22 | 7  | 5 | 10 | 40 | 48 | -8  |
|  | 9.   | Zamora            | 18 | 22 | 6  | 6 | 10 | 35 | 42 | -7  |
|  | 10.  | Atlético Veracruz | 16 | 22 | 8  | 0 | 14 | 46 | 72 | -26 |
|  | 11.  | Estrella Roja     | 14 | 22 | 6  | 2 | 14 | 36 | 62 | -26 |
|  | 12.  | Monterrey         | 12 | 22 | 5  | 2 | 15 | 30 | 45 | -15 |
|  | -.   | Cuautla           | -  | -  | -  | - | -  | -  | -  | -   |

Legenda:
      Promosso in Primera División
Note:
Due punti a vittoria, uno a pareggio, zero a sconfitta.

## Risultati

### Tabellone
|                   | ATV  | ESR  | IRA  | LAC  | MOC  | MON  | MOR  | QUE  | SSE  | TOL  | VER  | ZAM  | CUA  |
| ----------------- | ---- | ---- | ---- | ---- | ---- | ---- | ---- | ---- | ---- | ---- | ---- | ---- | ---- |
| Atlético Veracruz | –––– | 4-3  | 3-2  | 4-2  | 1-2  | 3-0  | 4-2  | 1-3  | 3-2  | 0-2  | 4-0  | 4-2  | 4-2  |
| Estrella Roja     | 3-1  | –––– | 2-0  | 1-1  | 2-4  | 2-3  | 2-4  | 4-0  | 3-3  | 2-7  | 2-1  | 3-2  | n.d. |
| Irapuato          | 4-1  | 20-  | –––– | 5-1  | 3-2  | 1-0  | 2-1  | 2-2  | 3-2  | 3-3  | 0-0  | 1-0  | 4-2  |
| La Concepción     | 5-1  | 4-2  | 0-0  | –––– | 1-0  | 3-0  | 4-2  | 3-1  | 2-2  | 3-4  | 1-2  | 2-0  | 3-0  |
| Moctezuma         | 4-1  | 3-0  | 2-2  | 1-1  | –––– | 2-2  | 3-0  | 1-0  | 3-1  | 2-2  | 2-2  | 2-0  | 1-0  |
| Monterrey         | 3-2  | 1-2  | 1-2  | 2-3  | 3-0  | –––– | 0-1  | 0-1  | 2-0  | 3-1  | 1-3  | 1-2  | 1-0  |
| Morelia           | 3-0  | 8-1  | 2-2  | 2-0  | 2-2  | 3-2  | –––– | 1-1  | 3-2  | 1-1  | 0-0  | 0-2  | 2-0  |
| Querétaro         | 4-1  | 4-0  | 1-3  | 1-1  | 2-0  | 1-0  | 2-1  | –––– | 3-1  | 2-2  | 0-4  | 2-2  | 3-0  |
| San Sebastián     | 9-5  | 4-2  | 2-1  | 1-3  | 5-0  | 2-1  | 4-0  | 1-1  | –––– | 3-3  | 1-2  | 1-1  | 5-0  |
| Toluca            | 5-2  | 3-0  | 2-1  | 2-0  | 3-1  | 7-2  | 6-0  | 3-1  | 2-0  | –––– | 1-0  | 1-1  | n.d. |
| Veracruz          | 5-1  | 2-0  | 2-1  | 3-1  | 5-2  | 2-1  | 5-2  | 3-1  | 1-1  | 0-0  | –––– | 7-0  | 5-1  |
| Zamora            | 7-0  | 1-0  | 0-1  | 2-0  | 2-4  | 2-2  | 3-2  | 1-2  | 3-3  | 1-3  | 1-1  | –––– | 2-2  |
| Cuautla           | n.d. | 1-0  | n.d. | 2-2  | 2-3  | 1-2  | n.d. | 1-0  | 0-2  | 1-2  | 1-3  | 2-2  | –––– |

## Verdetti Finali
- Toluca è promossa in Primera División 1953-1954.
- Nessuna retrocessione.